# Felice Ficherelli

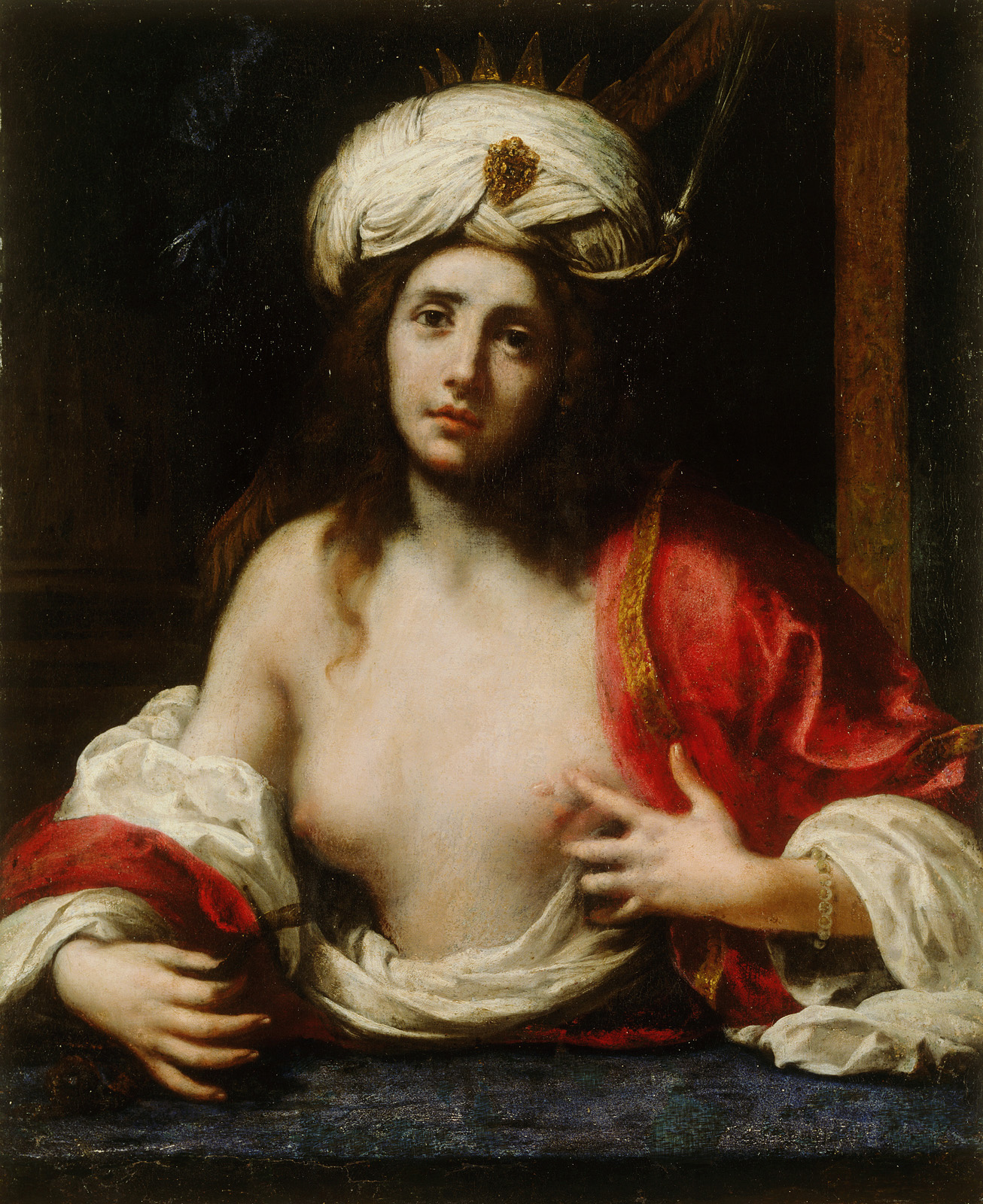
Der Tod der Cleopatra von Felice Ficherelli

Felice Ficherelli (* 1605 in San Gimignano; † 1660) war ein italienischer Maler des Barock, der hauptsächlich in der Toskana tätig war.
Ficherelli war Schüler von Jacopo da Empoli.  Seine frühen Werke waren Bilder für adelige Auftraggeber, wie den Conte Bardi, der Ficherelli geraten hatte, nach Florenz zu gehen und bei Jacopi da Empoli zu studieren.
In der Werkstatt bekam er wegen seiner trägen Natur den Spitznamen Felice Riposo (= Felice der Geruhsame).
Von Ficherellis Bild der Heiligen Praxedis existiert noch eine Kopie, die von einigen Wissenschaftlern Jan Vermeer van Delft zugeschrieben wird, von anderen wird Vermeers Autorschaft abgestritten. Diese Kopie trägt die Signatur „[Ver]Meer N[aar] R[ip] o [s] o“ für „Vermeer nach Riposo“ und ist von 1655 datiert. Ficherellis Bild befindet sich in der Sammlung Fergmani, Ferrara.

## Werke
- Der Tod der Cleopatra
- Die Heilige Agatha, Öl auf Leinwand
- Die Hl. Katherina von Alexandrien, Öl auf Leinwand